# レオナルド・ベヌッチ
レオナルド・ベヌッチ（Leonardo Benucci、1974年4月22日 - ）は、日本のイタリア語講師、スポーツエージェント。元プロバレーボール選手。 

## 人物・来歴
イタリア・トスカーナ州フィレンゼ出身。身長200cm、体重90kg。愛称はレオ。
2002年に日本のVリーグのトライアウトに参加するために来日するも、翌年現役を引退。
2007年度からNHK教育「イタリア語会話」の3人のヘンテコなイタリア人のひとりとして出演。番組中のサラリーマン、既婚、子持ちという設定は、レオ本人のプロフィールをそのまま使用している。共演者でヘンテコイタリア人のひとりのルカとは、出身地が同じプラートということもあって公私ともに仲がいい。文法解説犬、ジェルンディオの声も担当している。
2010年から、AIS（イタリアソムリエ協会）の認定ソムリエ。
趣味は、アシュタンガヨガ。日本語検定2級を持っている。また、アメリカ合衆国およびスペインへの留学経験もあるため、イタリア語はもちろん日本語、英語、スペイン語の4ヶ国語が話せるマルチリンガルである。
娘の美伊奈は川崎市立橘高等学校で2023年高校総体、第76回春高バレーに出場している。

## TV出演
- イタリア語会話（2007年4月 - 2008年3月、NHK教育）
- テレビでイタリア語（2008年4月 - 2009年3月、2009年10月 - 2010年9月、2011年10月～2012年3月、NHK教育）
- モーニングサプリ（2009年、TOKYO MX）
- めざせ!会社の星（2009年NHK総合）
- ザ・ゴールデンアワー（2009年 - 2011年3月、TOKYO MX）
- NHK朝の連続テレビ小説 『ウェルかめ』（NHK大阪放送局、2009年9月28日 - 2010年3月27日）-　ロベルト 役
- みんなでニホンGO!（2010年、NHK総合）-「ザキヤマの逆におせえて!」コーナーに出演
- ゴールデンアワー（2011年4月 - 2011年8月、TOKYO MX）